# Spotted dick

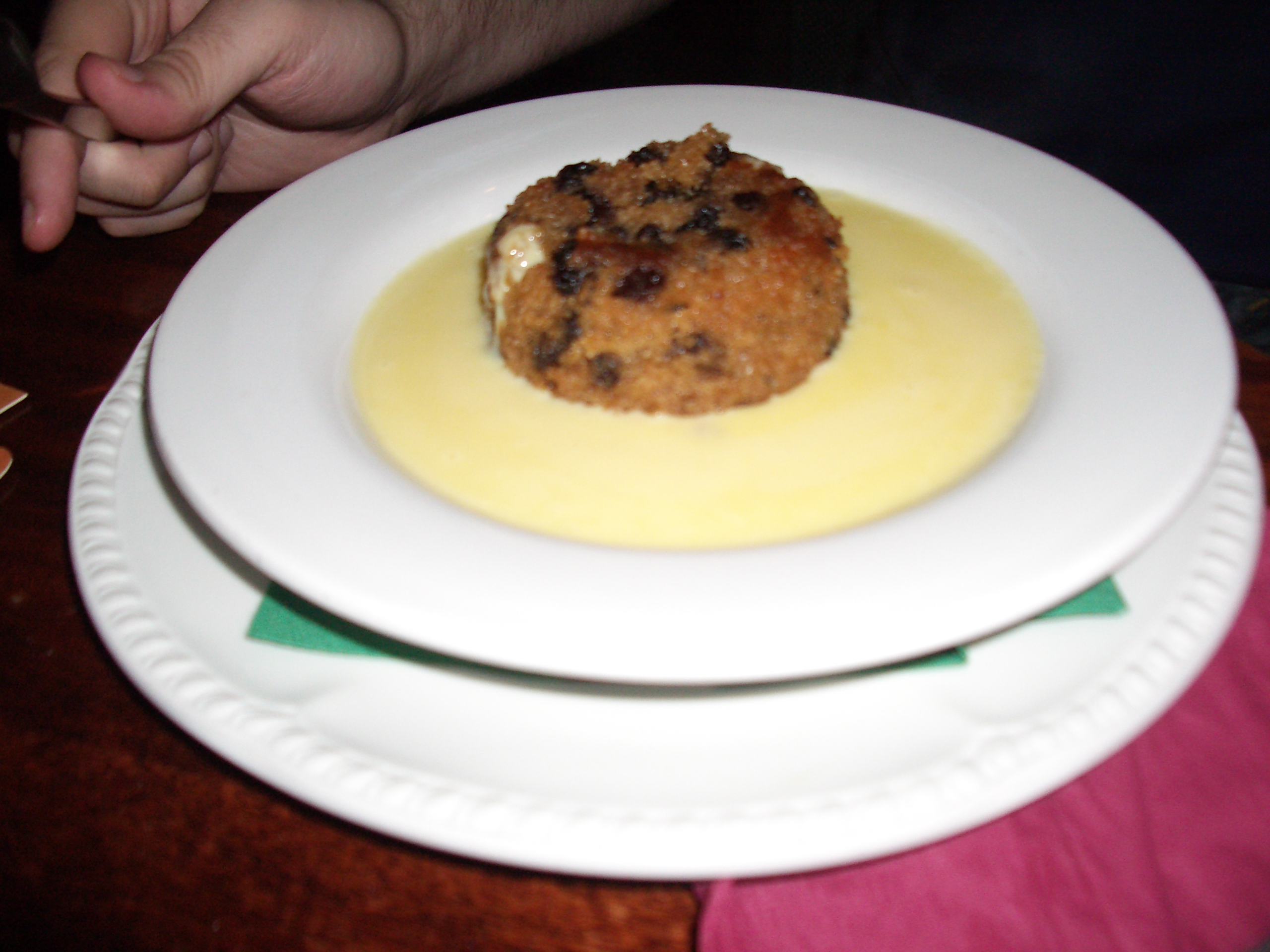
Spotted dick sobre natillas.

El spotted dick es un pudin de sebo al vapor que contiene fruta seca (normalmente pasas de Corinto) y suele servirse con natillas. Spotted (‘moteado’) se refiere a la fruta seca, y dick puede ser una contracción o corrupción de la palabra pudding (‘pudin’; de la última sílaba) o posiblemente de dough, ‘masa’, o dog, ‘perro’, ya que spotted dog (‘perro moteado’) es otro nombre para este plato cuando lleva ciruela en lugar de pasas. Otra explicación es que proceda de dicht o dick, ‘espeso’ en alemán.
Según el Oxford English Dictionary, la referencia más antigua documentada es una receta de Plum Bolster or Spotted Dick en el libro de Alexis Soyer The Modern Housewife, or, Ménagère (1850).